# Alberto Alves
Alberto Alves (Orlândia, 25 de agosto de 1939) é um economista brasileiro ex-ministro do Turismo, que assumiu interinamente, pela terceira vez, o cargo depois da exoneração de Henrique Eduardo Alves. Desde o dia 7 de janeiro de 2019, é assessor especial do presidente do Banco do Brasil, Rubem Novaes.

## Biografia
De 2002 a 2013, atuou como diretor-adjunto da Associação Nacional dos Fabricantes de Veículos Automotores (Anfavea). Antes disso, durante toda a década de 1990, foi diretor-adjunto da Mercedes Benz do Brasil. A trajetória no setor privado inclui ainda o cargo de acting-diretor de relações governamentais e institucionais da British Petroleum, entre outras empresas.
No setor público, ocupou posições como secretário-adjunto da Secretaria de Planejamento da Presidência da República e assessor econômico do ministro da Agricultura. Por dez anos foi também superintendente da área de desenvolvimento da então estatal Companhia Vale do Rio Doce.
É bacharel em economia pela Universidade de São Paulo e acumula mais de quatro décadas de experiência como gestor em diversas áreas dos setores público e privado. Conta ainda com sólida formação acadêmica conquistada por meio de especializações em temas como estratégia, planejamento e análise de projetos, incluindo estudos na American University, em Washington, nos Estados Unidos.
Foi nomeado secretário executivo do Ministério do Turismo pela presidente Dilma Rousseff em 5 de maio de 2014 (através do decreto de 2 de maio de 2014), sendo empossado em 14 de maio de 2014. Sua nomeação foi bancada pelo líder do PMDB no Senado Federal, Eunício Oliveira (CE), e foi destravada pelo então vice-presidente Michel Temer. Ainda durante o Governo Dilma Rousseff, com a decisão de Henrique Eduardo Alves em entregar o cargo de ministro do Turismo por causa do rompimento do PMDB com o governo, ele assumiu interinamente o posto de ministro em 29 de março de 2016, permanecendo até 21 de abril de 2016. Já em 17 de junho de 2016, assumiu novamente a interinidade do cargo de Ministro do Turismo, desta vez no Governo Michel Temer, quando mais uma vez Henrique Eduardo Alves decide deixar o cargo.

## Operação Zelotes
Alberto Alves foi citado na Operação Zelotes. E-mails revelaram que, em dezembro de 2009, ele mandou os parabéns para o lobista Alexandre Paes Santos, preso durante a operação. Ainda na mensagem, ele pergunta para o lobista se ainda podia “intrujar” (na interpretação policial, significaria que ele tentasse incluir a emenda que eles fizeram) dando a compreender que a medida provisória teve sua formatação “sob encomenda”. Respondendo ao e-mail, o lobista diz que não obteve êxito na mudança, porque era preciso que alguém “abanasse o rabo”, e “ninguém se mexeu”. De acordo com matéria do Correio Braziliense, os investigadores da força-tarefa apontam que o termo era um dos códigos utilizados por lobistas das montadoras MMC Mitsubishi e Caoa Hyundai para “comprar” a Medida Provisória 471, medida esta que alongou benefícios fiscais por 5 anos para o setor de automóveis e foi aprovada pela Câmara dos Deputados.
Na defesa, Alberto diz que deixou a Anfavea há mais de três anos e que, enquanto ocupava a gerência de Relações Institucionais, acompanhava o debate de matérias de interesse do setor automotivo no Congresso Nacional por obrigação profissional. O Ministério Público Federal não encontrou elementos contra Alberto Alves e não deu segmento ao indiciamento. Ele ficou de fora da lista de 16 denunciados pelo MPF à Justiça.